# Boa Vista do Cadeado
Boa Vista do Cadeado là một đô thị thuộc bang Rio Grande do Sul, Brasil. Đô thị này có diện tích 701,111 km², dân số năm 2007 là 2447 người, mật độ 3,49 người/km².